# Cobourg (Ontario)
Pour les articles homonymes, voir Cobourg (homonymie).

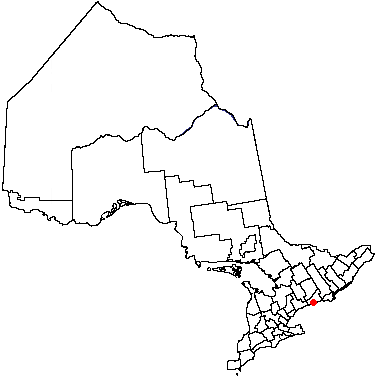
Localisation de Cobourg au sud de l'Ontario

Cobourg est une ville du sud de l'Ontario au Canada située à 95 kilomètres à l'est de Toronto.
C'est la plus grande ville et le siège du Comté de Northumberland.
Elle est connue pour avoir accueilli le tournage de la série Netflix Ginny et Georgia.

## Démographie
| 2001   | 2006   | 2011   | 2016   |
| ------ | ------ | ------ | ------ |
| 17 172 | 18 210 | 18 519 | 19 440 |

## Personnalité
- Lachlan Taylor Burwash (1874-1940), ingénieur des mines et explorateur, y est né et mort.
- Corelli Collard Field (1830-1898), homme politique ontarien, y est mort.